# Phường 2, thành phố Cà Mau
Phường 2 là một phường thuộc thành phố Cà Mau, tỉnh Cà Mau, Việt Nam.

## Địa lý
Phường 2 nằm ở trung tâm thành phố Cà Mau, có vị trí địa lý:
- Phía đông giáp Phường 5 và Phường 7
- Phía tây giáp Phường 9
- Phía nam giáp Phường 7 và Phường 8
- Phía bắc giáp phường Tân Xuyên.

Phường 2 có diện tích 2,43 km², dân số năm 2022 là 23.478 người, mật độ dân số đạt 9.661 người/km².

## Lịch sử
Sau năm 1975, Phường 2 thuộc thị xã Cà Mau.
Ngày 20 tháng 12 năm 1975, Bộ Chính trị Đảng Cộng sản Việt Nam ban hành Nghị quyết số 19/NQ điều chỉnh lại việc hợp nhất tỉnh ở miền Nam Việt Nam cho sát với tình hình thực tế, theo đó tỉnh Cà Mau và tỉnh Bạc Liêu được tiến hành hợp nhất vào ngày 1 tháng 1 năm 1976 với tên gọi ban đầu là tỉnh Cà Mau – Bạc Liêu. Khi đó, Phường 2 thuộc thị xã Cà Mau, tỉnh Cà Mau – Bạc Liêu.
Ngày 10 tháng 3 năm 1976, Ban đại diện Trung ương Đảng và Chính phủ đổi tên tỉnh Cà Mau – Bạc Liêu thành tỉnh Minh Hải. Khi đó, Phường 2 thuộc thị xã Cà Mau, tỉnh Minh Hải.
Ngày 29 tháng 12 năm 1978, Hội đồng Chính phủ ban hành Quyết định số 326-CP. Theo đó, Phường 2 thuộc thị xã Cà Mau.
Ngày 14 tháng 2 năm 1987, Hội đồng Bộ trưởng ban hành Quyết định số 33B-HĐBT về việc sáp nhập Phường 3 vào Phường 2.
Phường 2 có 7.264 nhân khẩu.
Ngày 6 tháng 11 năm 1996, Quốc hội ban hành Nghị quyết về việc chia tỉnh Minh Hải thành hai tỉnh là tỉnh Bạc Liêu và tỉnh Cà Mau. Khi đó, Phường 2 thuộc thị xã Cà Mau, tỉnh Cà Mau.
Ngày 14 tháng 4 năm 1999, Chính phủ ban hành Nghị định số 21/1999/NĐ-CP về việc thành lập thành phố Cà Mau thuộc tỉnh Cà Mau. Phường 2 trực thuộc thành phố Cà Mau.
Ngày 9 tháng 12 năm 2020, HĐND tỉnh Cà Mau ban hành Nghị quyết số 28/NQ-HĐND về việc:
- Sáp nhập Khóm 7 vào Khóm 1
- Sáp nhập Khóm 4 vào Khóm 3
- Sáp nhập Khóm 6 vào Khóm 5.

Tính đến ngày 31 tháng 12 năm 2022, Phường 2 có 0,25 km² diện tích tự nhiên, quy mô dân số là 6.748 người và 4 khóm: 1, 2, 3, 5.
Ngày 24 tháng 10 năm 2024, Ủy ban Thường vụ Quốc hội ban hành Nghị quyết số 1252/NQ-UBTVQH15 về việc sắp xếp đơn vị hành chính cấp xã của tỉnh Cà Mau giai đoạn 2023 – 2025 (nghị quyết có hiệu lực từ ngày 1 tháng 12 năm 2024). Theo đó, sáp nhập 1,61 km² diện tích tự nhiên, quy mô dân số là 12.614 người của Phường 4 và 0,57 km² diện tích tự nhiên, quy mô dân số là 4.116 người của Phường 9 vào Phường 2.
Phường 2 có 2,43 km² diện tích tự nhiên và quy mô dân số 23.478 người.